# Quercus monimotricha
Quercus monimotricha là một loài thực vật có hoa trong họ Cử. Loài này được (Hand.-Mazz.) Hand.-Mazz. miêu tả khoa học đầu tiên năm 1929.